# SD Gundam: Gundam Wars
SD Gundam: Gundam Wars (SDガンダム　ガンダムウォーズ) est un jeu vidéo de stratégie développé et édité par bandai en avril 1993 sur Nintendo Entertainment System. C'est une adaptation en jeu vidéo de la série basée sur l'anime Mobile Suit Gundam et notamment Super Deformed Gundam. Le jeu nécessite le Datach Joint ROM System pour fonctionner,.